# Ненний (историк)
Не́нний, или Нинний (лат. Nennius, Nennius Banchorensis, Nemnius, Nemnivus, Ninnius; около 770 — после 829) — раннесредневековый валлийский хронист и историк, предполагаемый автор «Истории бриттов» (лат. Historia brittonum), где описывается история Британии от заселения острова до эпохи короля Артура (VI век) и приводятся отдельные данные по более поздним периодам.

## Биография
Вопросы о происхождении и об авторстве валлийского историка Ненния являются предметом давних дискуссий. В предисловии к своей хронике он называет себя учеником епископа Эльводуга (Эльвода), о кончине которого «Анналы Камбрии» сообщают под 809 годом. Предполагают, что он являлся уроженцем восточных районов Уэльса, королевства Поуис или Брихейниог, но жил и работал он, по-видимому, на северо-западе страны, в Гвинеде. Своё латинизированное имя он мог получить в честь крестителя пиктов Св. Ниниана (ум. 432), валлийским вариантом которого являлось Nynniaw, но ряд исследователей находят в нём древнеирландские, или даже древнеанглийские корни.
Впервые он упоминается под 820 годом в «Книге гимнов» (лат. Liber Commonei) из собрания Бодлеанской библиотеки Оксфордского университета (MS Auct. F.4.32) — литургическом сборнике второй половины X века, составленном при непосредственном участии Св. Дунстана, из-за чего он носит также название «Учебника Св. Дунстана». Также Ненний упомянут в «Кашельской псалтири» (англ. Psalter of Cashel) из Ирландии, переписанной Св. Кормаком (ум. 908). 
Судя по прозвищу Banchorensis, он мог жить и трудиться в Бангоре, епископскую кафедру в котором занимал вышеназванный Эльводуг. Он также, несомненно, бывал в южноваллийских княжествах Биэллт, Феррег и на границе с англосаксонской Мерсией, поскольку в 73 главе своей хроники упоминает памятные места в «области Буелт» и Эркинге (совр. Эрхенфильд в Херефордшире).

## Сочинения
Приписываемая Неннию «История бриттов» была закончена около 829 года, известна в нескольких редакциях: пространной, краткой с предисловием и краткой без предисловия. Пространная версия состоит из предисловия и 76 глав. Немецкий историк XIX века Теодор Моммзен подразделял последнюю на семь частей, не считая «Пролога» (лат. Prefatio Nennii Britonum):
1. Шесть мировых эпох (лат. Sex aetatibus mundi) (гл. 1—6)
2. История народа бриттов (лат. Historia Brittonum) (гл. 7—49)
3. Жизнеописание Св. Патрика (лат. Vita Patricii) (гл. 50—55)
4. Артуриана (лат. Arthuriana) (гл. 56)
5. Генеалогия правителей (лат. Regum genealogiae cum computo) (гл. 57—66)
6. Бриттские города (лат. Civitates Britanniae) (гл. 66a)
7. Чудеса Британии (лат. Mirabilibus Britanniae) (гл. 67—76).

«История бриттов» повествует о римском владычестве, набегах пиктов и скоттов и их борьбе с бриттами, о появлении германских племён англов и саксов в Британии, и англосаксонском завоевании Британии. Фактически «История бриттов» является компиляцией из хроник Евсевий Кесарийского, Иеронима Стридонского, Проспера Аквитанского и Исидора Севильского, а также ирландских «Leabhar Gabala», «Liber Occupationis», «Vita Patricii», англосаксонских «Annales Scottorum Saxonumque» и ранней версии вышеназванных «Анналов Камбрии», с прибавлением сведений из «Traditio veterum nostrorum», «Liber beati Germani» и не дошедших до нас эпических поэм бриттов об Артуре. Использование Неннием трудов Гильды Премудрого и Беды Достопочтенного является предметом научных споров. 
«История бриттов» содержит одну из ранних версий происхождения ирландцев, которая позднее была разработана в «Книге захватов Ирландии». Повествование в ней довольно бессистемно и местами малодостоверно, а хронология неправильна и содержит ошибку в 28 лет, однако она остаётся при этом одним из основных письменных источников по истории раннесредневековой Англии. Помимо этого, несомненной представляется её ценность для истории валлийской и ирландской литературы, а также традиционной мифологии бриттов.
У Ненния впервые появляется легенда о правнуке Энея Бруте Троянском, который после изгнания из Италии прибыл сначала в Галлию, где основал город Тур, а после приплыл на остров, который назвал в честь самого себя Британией. Это предание в принципе не противоречило сведениям Беды, который указывал на прибытие бриттов из Арморики, т. е. с современного полуострова Бретань. Ненний попытался составить генеалогию мифического Брута, искусственно объединив библейскую и античную традиции, но она не получила признания у последующих хронистов и историков. Он же первым излагает предание о короле Артуре, которого называет римским именем Арторий, считая вождём бриттов, одержавшим двенадцать побед над германцами, наиболее значительной из которых была последняя — при горе Бадон. Однако версия Ненния противоречила данным Гильды, который называл победителем в последнем сражении римлянина Амброзия Аврелиана, Беда же вовсе не упомянул в своей истории имя победителя. Помимо этого, Ненний подробно излагает предание о саксонских вождях Хенгесте и Хорсе, а также приводит генеалогию англосаксонских королей до 796 года.

## Рукописи и издания
Оригинал «Истории бриттов» не дошёл до нас, сохранился лишь её ирландский перевод Lebor Breatnach, относящийся к XI столетию. Известно не менее 35 рукописей «Истории бриттов», содержащих множество интерполяций и дополнений, почти все они поздние, и переписаны в конце XI—XIV веках. 
Старейший манускрипт из Шартра (Chartres, BM, MS 98), датировавшийся примерно 900 годом, погиб при бомбардировке в годы Второй мировой войны, но был перед этим скопирован, рукопись XI века из собрания Харли Британской библиотеки (MS Harley 3859) признаётся большинством исследователей анонимной, почти все остальные же являются компиляциями, и во многих авторство приписывается жившему тремя веками ранее Гильде Премудрому. Одной из последних версий хроники пользовался в XII веке англонормандский историк Генрих Хантингдонский.
Впервые «История бриттов» была напечатана в 1691 году в Оксфорде историком и антикварием Томасом Гейлом в третьем томе «Historian Britanicm, Saxonioe et Anglo-Danicoe Scriptores quindecim» по манускрипту из библиотеки Кембриджского университета. Этот текст без изменений воспроизвёл Чарльз Бертрам в «Britannicarum Gentium Historiæ Antiquae Scriptores», изданном в 1757 году в Копенгагене.
Первый английский перевод «Истории бриттов» издал в 1819 году в Лондоне по рукописи из Ватиканской библиотеки Уильям Ганн, а в 1848 году выпустил там же историк Джон Аллен Джайлз, включив в сборник «Шесть старинных английских хроник» (англ. Six Old English Chronicles) и сопроводив научными комментариями. В том же году ирландскую версию хроники опубликовал в Дублине Дж. Тодд. В 1860 году в лондонском издательстве «Лонгман» увидел свет оригинальный текст «Истории бриттов» под редакцией валлийского антиквария Джона Уильямса, в 1884 году его опубликовал по 11 известным к тому времени рукописям в Ганновере в серии «MGH» Теодор Моммзен, а в 1929 году выпустил в сборнике «Легенды Артурианы. Исследования и документы» (фр. La légende arthurienne, études et documents) французский историк Эдмон Фараль. 
В 1934 году французский медиевист Фердинанд Лот издал в Париже по двум рукописям из Британского музея (ныне библиотека) латинский текст «Истории бриттов», дополнив его французским переводом. Последний положен был в основу первого полного русского перевода, выполненного отечественным филологом С. А. Ошеровым и опубликованного в приложении к «Истории королей Британии» Гальфрида Монмутского, вышедшей в 1984 году в академической серии «Литературные памятники» под редакцией А. С. Бобовича.

## Проблема авторства
Авторство Ненния в отношении «Истории бриттов» доказано было в 1893 году немецким кельтологом Генрихом Циммером, сравнившим сохранившиеся тексты с переводом ирландского поэта Гиллы Комэйна (ум. 1072) и отделившим первоначальное ядро от позднейших наслоений. По его словам, Ненний безусловно является автором глав с 7-й по 65-ю, однако пролог, хронологические выкладки, топография и описание чудес принадлежат уже перу позднейших переписчиков, ряд из которых известны по именам: Сэмюэл, Беулан, Эвбен и Марк.
В 1970-е годы британский медиевист Дэвид Думвилль вновь подверг сомнению авторство Ненния, на основании того, что имя последнего упоминается в прологе всего к пяти манускриптам «Истории бриттов», ни один из которых не переписан ранее 1164 года. По его утверждению, Неннием мог зваться один из переписчиков «Истории», живший в XI веке, перу которого принадлежит рукопись из библиотеки колледжа Корпус Кристи Кембриджского университета (MS 139), которую большинство исследователей датируют сентябрем 1164 года. Этот Ненний мог просто переработать и дополнить исходный текст «Истории», который, по мнению кельтолога Норы К. Чедвик, составлен был около 679 года анонимным бриттом из Стратклайда.
Обращает на себя внимание, что если в большинстве рукописей «Истории бриттов» в главе 16-й имеется хронологическая ссылка на «четвертый год правления короля Мервина» (лат. Usque ad annum quartum Mermini Regis), т. е. 829/830 год, когда правил в Гвинеде Мервин ап Гуриад, в манускрипте MS 139 в главе 4-й указывается уже на «тридцатый год Анарауда, короля Мэна, который теперь правит королевством Гвинед», т. е. 907/908 год.
Гипотеза Думвилля в конце XX — начале XXI века была оспорена рядом учёных, в частности, Дэвидом Хоулеттом, отметившим идентичность литературного стиля, которым написаны пролог и основной текст «Истории бриттов», а также немецким историком Феликсом Либерманном, профессором средневековой истории Ноттингемского университета Антонией Грансден, филологами Джеймсом Келлером и Кеннетом Джексоном.

## Публикации
- Ненний. История бриттов / Пер. А. С. Бобовича // В кн.: Гальфрид Монмутский. История бриттов. Жизнь Мерлина. — М.: Наука, 1984. — C. 171—193. — (Литературные памятники).

- The Historia Brittonum commonly attributed to Nennius. Edited and translated by W. Hunn. — London: J. and A . Arch, 1819. — xlvi, 187 p.
- Leabhar Breathnach annso sis: The Irish version of the Historia Britonum of Nennius Архивная копия от 11 сентября 2009 на Wayback Machine / Edited with translation and notes by James Henthorn Todd. — Dublin: Irish Archaeological Society, 1848. — xvi, 287, cxxx p.
- Historia Brittonum cum additamentis Nennii. Edidit T. Mommsen // Monumenta Germaniae Historica (AA). — Tomus XII. Chronica minora saec. IV. V. VI. VII. — Volume 3. — Berolini, 1891. — pp. 111—222.
- Nennius et l’Historia Brittonum. Etude critique suivie d’une edition des diverses versions de ce texte par Ferdinand Lot. — Paris: H. Champion, 1934. — 235 p. — (Bibliothèque de l'École des hautes études. Sciences historiques et philologiques, 263).
- Nennius. British history and The Welsh Annals. Edited and translated by J. Morris. — London and Chichester: Phillimore, 1980.